# 타월 데이

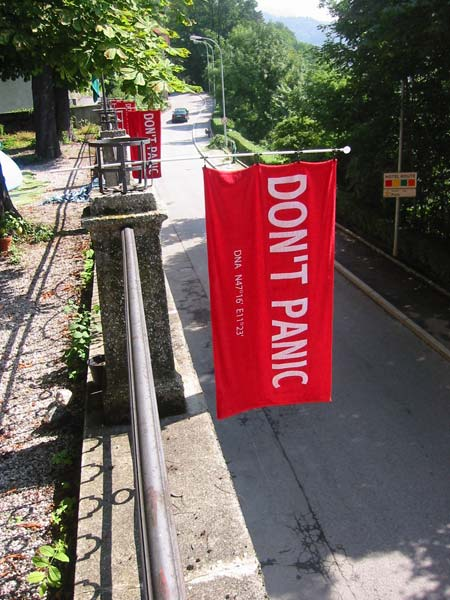
인스부르크에서의 타월 데이. 더글러스 애덤스는 이 도시에서 안내서를 처음 구상하였다.

타월 데이(Towel Day)는 영국의 각본가이자 소설가인 더글러스 애덤스를 기리고자 하는 팬들이 매년 5월 25일을 기념하는 날이다. 이 날, 팬들은 수건을 휴대하여 그가 지은 책들과 그를 사랑하는 마음을 표시한다. 이 기념일은 더글러스 애덤스가 사망한 2001년 5월 11일로부터 두 번째 주에 처음 이뤄졌다. 타월 데이에서의 타월은 더글러스 애덤스의 유명한 과학 소설인 은하수를 여행하는 히치하이커를 위한 안내서에 언급된다.

## 기원
타월데이가 시작된 데에는 짧게 존재했던 오픈소스 포럼인 Binary Freedom에 기재된 문서에서 기원한다.

Towel Day: A Tribute to Douglas Adams

Monday May 14, 2001 06:00am PDT
Douglas Adams will be missed by his fans worldwide. So that all his fans everywhere can pay tribute to this genius, I propose that two weeks after his passing (May 25, 2001) be marked as "Towel Day". All Douglas Adams fans are encouraged to carry a towel with them for the day.
So long Douglas, and thanks for all the fish!— D Clyde Williamson, 2001-05-14

Chris Campbell과 그의 친구들은 TowelDay.org를 등록하고 사람들이 그들의 수건을 잊어먹지 말라고 글을 적어놓았다. 타월 데이는 여러 팬들과 많은 사람들이 타월과 같이 있는 모습을 찍어서 보내줬으며, 즉각적으로 성공한 기념일이 되었다.
타월이 언급된 최초의 문구는 더글러스 애덤스의 첫 번째 소설 3장에 등장한다.